# Nintendo Entertainment Planning & Development
Nintendo Entertainment Planning & Development Division, (Lập kế hoạch & Phát triển Giải trí Nintendo) thường được gọi tắt là Nintendo EPD, là bộ phận lớn nhất trong công ty trò chơi điện tử Nhật Bản Nintendo. Bộ phận này tập trung vào phát triển và sản xuất trò chơi điện tử, ứng dụng di động và phần mềm giải trí liên quan khác cho công ty mẹ. EPD thành lập sau khi hợp nhất các bộ phận Phân tích & Phát triển Giải trí (Entertainment Analysis & Development - viết tắt là EAD) và Lập kế hoạch & Phát triển Phần mềm (Software Planning & Development - viết tắt là SPD) trước đây của công ty vào tháng 9 năm 2015.

## Lịch sử
Bộ phận này được thành lập vào ngày 16 tháng 9 năm 2015 sau khi hợp nhất hai bộ phận phần mềm cũ của Nintendo, Phân tích & Phát triển Giải trí (EAD) và Lập kế hoạch & Phát triển Phần mềm (SPD), như là một phần của quá trình tái cơ cấu tổ chức toàn công ty diễn ra dưới thời chủ tịch mới được bổ nhiệm của Nintendo là Kimishima Tatsumi.
Bộ phận này đảm nhận cả hai vai trò của những tiền nhiệm, tập trung vào việcphát triển trò chơi và phần mềm cho Nintendo cũng như thiết bị di động; ngoài ra còn quản lý và cấp phép cáctài sản trí tuệ khác nhau của công ty, cùng với việc sản xuất và giám sát phát triển của các xưởng game bên ngoài. Takahashi Shinya, cựu lãnh đạo Nintendo SPD, là tổng giám đốc của bộ phận, cùng với Koizumi Yoshiaki, Eguchi Katsuya, Aonuma Eiji và Nogami Hisashi là những phó tổng giám đốc, Tanabe Kensuke, Sakamoto Yoshio và Tezuka Takashi đóng vai trò là những cán bộ cấp cao. Trong khi những người khác vẫn giữ nguyên vị trí như vậy kể từ khi thành lập, thì Aonuma, Tanabe và Nogami đã được thăng chức lên các vị trí cao hơn vào năm 2019.

## Trò chơi đã xuất bản
| Năm  | Tựa                                               | Thể loại                           | Hệ máy          | Tk.           |
| ---- | ------------------------------------------------- | ---------------------------------- | --------------- | ------------- |
| 2015 | The Legend of Zelda: Tri Force Heroes             | Hành động phiêu lưu                | Nintendo 3DS    | [ 6 ]         |
| 2015 | Animal Crossing: Amiibo Festival                  | Nhóm                               | Wii U           | [ 7 ]         |
| 2016 | The Legend of Zelda: Twilight Princess HD         | Hành động phiêu lưu                | Wii U           | [ 8 ]         |
| 2016 | Miitomo                                           | Dịch vụ mạng xã hội                | Android         | [ 9 ]         |
| 2016 | Miitomo                                           | Dịch vụ mạng xã hội                | iOS             | [ 9 ]         |
| 2016 | Star Fox Zero                                     | Bắn súng màn hình cuộn             | Wii U           | [ 10 ]        |
| 2016 | Star Fox Guard                                    | Phòng thủ tháp                     | Wii U           | [ 10 ]        |
| 2016 | Animal Crossing: New Leaf - Welcome Amiibo        | Mô phỏng xã hội                    | Nintendo 3DS    | [ 11 ]        |
| 2016 | Miitopia                                          | Trò chơi nhập vai                  | Nintendo 3DS    | [ 12 ]        |
| 2016 | Super Mario Maker for Nintendo 3DS                | Chỉnh sửa màn chơi, platformer     | Nintendo 3DS    |               |
| 2016 | Super Mario Run                                   | Platformer                         | iOS             | [ 13 ]        |
| 2016 | Super Mario Run                                   | Platformer                         | Android         | [ 13 ]        |
| 2016 | Tank Troopers                                     | Hành động                          | Nintendo 3DS    | [ 14 ]        |
| 2017 | 1-2-Switch                                        | Nhóm                               | Nintendo Switch | [ 15 ]        |
| 2017 | The Legend of Zelda: Breath of the Wild           | Hành động phiêu lưu                | Nintendo Switch | [ 16 ]        |
| 2017 | The Legend of Zelda: Breath of the Wild           | Hành động phiêu lưu                | Wii U           | [ 16 ]        |
| 2017 | The Legend of Zelda: Breath of the Wild           | Hành động phiêu lưu                | Nintendo Switch | [ 16 ]        |
| 2017 | Mario Kart 8 Deluxe                               | Đua xe kart                        | Nintendo Switch | [ 17 ] [ 18 ] |
| 2017 | Arms                                              | Đối kháng, thể thao                | Nintendo Switch | [ 19 ]        |
| 2017 | Splatoon 2                                        | Bắn súng góc nhìn thứ ba           | Nintendo Switch | [ 20 ]        |
| 2017 | Metroid: Samus Returns                            | Metroidvania                       | Nintendo 3DS    | [ 21 ]        |
| 2017 | Super Mario Odyssey                               | Platformer                         | Nintendo Switch | [ 22 ]        |
| 2017 | Animal Crossing: Pocket Camp                      | Mô phỏng xã hội                    | Android         | [ 23 ]        |
| 2017 | Animal Crossing: Pocket Camp                      | Mô phỏng xã hội                    | iOS             | [ 23 ]        |
| 2018 | Nintendo Labo                                     | Bộ xây dựng                        | Nintendo Switch | [ 24 ]        |
| 2018 | Sushi Striker: The Way of Sushido                 | Giải đố                            | Nintendo 3DS    | [ 25 ]        |
| 2018 | Sushi Striker: The Way of Sushido                 | Giải đố                            | Nintendo Switch | [ 25 ]        |
| 2018 | WarioWare Gold                                    | Hành động                          | Nintendo 3DS    | [ 26 ]        |
| 2018 | Captain Toad: Treasure Tracker                    | Giải đố hành động                  | Nintendo 3DS    | [ 27 ]        |
| 2018 | Captain Toad: Treasure Tracker                    | Giải đố hành động                  | Nintendo Switch | [ 27 ]        |
| 2019 | New Super Mario Bros. U Deluxe                    | Platformer                         | [ 28 ]          |               |
| 2019 | Super Mario Maker 2                               | Chỉnh sửa màn chơi, platformer     | [ 29 ]          |               |
| 2019 | Dr. Mario World                                   | Giải đố                            | Android         | [ 30 ]        |
| 2019 | Dr. Mario World                                   | Giải đố                            | iOS             | [ 30 ]        |
| 2019 | Mario Kart Tour                                   | Đua xe kart                        | Android         | [ 31 ]        |
| 2019 | Mario Kart Tour                                   | Đua xe kart                        | iOS             | [ 31 ]        |
| 2019 | Ring Fit Adventure                                | Exergame, nhập vai                 | Nintendo Switch | [ 32 ]        |
| 2019 | Dr Kawashima's Brain Training for Nintendo Switch | Giải đố                            | Nintendo Switch | [ 33 ]        |
| 2020 | Animal Crossing: New Horizons                     | Mô phỏng cuộc sống                 | Nintendo Switch | [ 34 ]        |
| 2020 | Super Mario 3D All-Stars                          | Platformer                         | Nintendo Switch | [ 35 ]        |
| 2021 | Super Mario 3D World + Bowser's Fury              | Platformer                         | Nintendo Switch | [ 36 ]        |
| 2021 | Game Builder Garage                               | Trò chơi lập trình                 | Nintendo Switch | [ 37 ]        |
| 2021 | WarioWare: Get It Together!                       | Hành động                          | Nintendo Switch | [ 38 ]        |
| 2021 | Metroid Dread                                     | Metroidvania                       | Nintendo Switch | [ 39 ]        |
| 2021 | Big Brain Academy: Brain vs. Brain                | Giải đố                            | Nintendo Switch | [ 40 ]        |
| 2022 | Nintendo Switch Sports                            | Thể thao                           | Nintendo Switch | [ 41 ]        |
| 2022 | Splatoon 3                                        | Bắn súng góc nhìn người thứ ba     | Nintendo Switch | [ 42 ]        |
| 2023 | The Legend of Zelda: Tears of the Kingdom         | Hành động-phiêu lưu                | Nintendo Switch | [ 43 ]        |
| 2023 | Pikmin 4                                          | Chiến lược thời gian thực, giải đố | Nintendo Switch | [ 44 ]        |
| 2023 | Super Mario Bros. Wonder                          | Platformer                         |                 |               |

Ghi chú
1. ↑  tiếng Nhật: 任天堂企画制作本部, Hepburn: Nintendō Kikaku Seisaku Honbu
2. ↑  Đồng phát triển với Grezzo
3. 1 2   Đồng phát triển với NDCube
4. ↑  Đồng phát triển với Tantalus Media
5. 1 2  Đồng phát triển với PlatinumGames
6. ↑  Đồng phát triển với Vitei
7. 1 2  Đồng phát triển với MercurySteam
8. ↑  Nintendo Labo là một thương hiệu gồm các bộ xây dựng tự làm bằng bìa cứng sử dụng cho Nintendo Switch, với phần mềm đi kèm và bộ điều khiển Joy-Con theo nhiều cách khác nhau
9. 1 2   Đồng phát triển với indieszero
10. 1 2   Đồng phát triển với Intelligent Systems
11. ↑  Đồng phát triển với Nintendo Software Technology
12. ↑  Đồng phát triển với LINE và NHN Entertainment
13. ↑  Đồng phát triển với Nintendo European Research & Development và 1-Up Studio
14. ↑  Đồng phát triển với Nintendo Software Technology và 1-Up Studio